# 吉比尔
吉比尔（Gibil）是苏美尔神话中的一位火神，最早见于公元前26世纪的神名录中。他的身份多样，被说成是是安和基、安和沙拉或伊什库尔和沙拉的儿子，后来演变成阿卡德神格尔拉（Gerra）。吉比尔的形象善恶并存，他既是光明和洁净的象征，又会造成破坏和灾难，他辅佐恩基施行诅咒和破坏的魔法。在阿卡德关于战争和瘟疫之神埃拉的故事中，马尔杜克找到吉比尔为他清洗王袍。在《恶魔乌图库》中，吉尔比与其父恩基一起揭开“七魔”的奥秘。在《乌尔城的毁灭》中，他帮助恩利勒摧毁了乌尔城并消灭了该城中的居民。
在某些版本的《埃努玛·埃利什》中，吉比尔被说成手持锐利的武器，具有超常的智慧，他的心知“深邃无比，所有的神都无法猜透”。有些版本称吉比尔是火与锻造的主宰，掌握冶炼之术。